# Darly Zoqbi
Darly Zoqbi de Paula (Ponte Nova, Brasil, 25 de agosto de 1982), más conocida como Darly Zoqbi es una jugadora hispano-brasileña de balonmano que actualmente milita en el conjunto del SCM Craiova, además de ser internacional con la selección española, aunque anteriormente lo fuera con la de Brasil. Ocupa la demarcación de Portera.

## Equipos
Se formó en equipos humildes de Brasil, aunque poco a poco comenzó a llamar la atención de equipos de Europa. 
Sus buenas actuaciones, tanto en la liga, como con la selección de Brasil, le ganaron la atención de clubes europeos. Se unió al Balonmano Murcia en el año 2002 antes de fichar por el Balonmano Bera Bera un año más tarde. En el club vasco permaneció un total de tres años.
De 2006 a 2010, jugó en el Le Havre AC de la Liga francesa de balonmano, con el que ganó la Copa de Francia en 2007 y fue subcampeona de la Copa de la Liga en 2009.
En 2010, acabó su contrato con Le Havre, y se unió después al club español BM Sagunto en marzo, antes de regresar al Bera Bera después de una temporada en Alicante. En su primera temporada de su segunda estancia en Bera Bera, ganó la Supercopa. Su segunda temporada fue más exitosa, consiguiendo el histórico triplete (Liga, Copa y Supercopa). 
En verano de 2013, Zoqbi ficha por el  CJF Fleury Loiret Handball. En su primera temporada, el equipo ganó la Copa de Francia en 2014 superando a Issy Paris Handball en la final (20-18). Darly Zoqbi Paula hizo un muy buen partido (17 paradas) y contribuyó en gran medida a la victoria de Fleury. En la campaña 2014/15, el equipo hace una histórica temporada al ganar la Copa de la Liga al Union Mios Biganos-Bègles Handball por 32-31, llegar a la final de la Recopa, perdiendo su primera final europea ante el equipo danés FC Midtjylland Handball (perdió 24-19 después de ganar el partido de ida en casa 23-22) y poniendo el broche final a una excelente temporada ganando su primera Liga tras vencer a doble partido al Issy Paris por 22-21 y 31-24, tras haber sido también las mejores en la liga regular.

## Selección nacional

### Brasil
Con la selección júnior de Brasil, participó en el Campeonato del Mundo en el año 2001 cuando fue elegida mejor mejor portera de la competición.
Ese mismo año debutaría con la selección absoluta de Brasil en los Mundiales de 2001. Participa en los Juegos Olímpicos de Atenas 2004, incluyendo un gran partido de los cuartos de final contra Corea del Sur, futuro finalista. Brasil pone en esta ocasión su mejor resultado histórico en los Juegos Olímpicos con un séptimo puesto. También participó con Brasil, Juegos Olímpicos de Pekín 2008, quedando novenas y en los Mundiales de 2001,  Mundiales de 2003, Mundiales de 2007 y 2009.

### España
A principios de 2015, obtiene la nacionalidad española, y en mayo es por primera vez llamada por Jorge Dueñas para debutar con la selección española. Además, es convocada a finales de año para disputar su primer torneo importante con España, el Campeonato Mundial de Balonmano Femenino de 2015 de Dinamarca. En la fase de grupos, comienzan ganando a Kazajistán, aunque luego pierden 28-26 ante la potente Rusia. Pese a esa derrota, se rehacen, y luego consiguen ganar cómodamente a Rumanía por 26-18 y golear a la débil Puerto Rico por 39-13. Finalmente, en el último partido de la liguilla de grupos caen ante Noruega por 26-29, acabando terceras de grupo y teniendo un complicado cruce en octavos de final ante Francia. Finalmente, en octavos fueron eliminadas por las francesas tras un penalti muy dudoso con el tiempo cumplido (22-21). No obstante, el arbitraje fue muy cuestionado por diversas exclusiones dudosas para las españolas, y por una roja directa también muy dudosa a Carmen Martín. Ante esta situación, las guerreras fueron eliminadas en octavos (al igual que el último Mundial), siendo duodécimas. En el aspecto individual, Zoqbi jugó todos los partidos y tuvo un porcentaje de paradas del 40%, siendo uno de los más altos del Campeonato.
Sin duda, su mayor éxito es la medalla de plata conseguida en el Campeonato del Mundo en Japón.
En 2024 anunció su retirada de la selección española, con un total de 88 internacionalidades.

### Participaciones en Juegos Olímpicos
Representando a  Brasil
| Año  | Sede   | Resultado | Partidos | Goles |
| ---- | ------ | --------- | -------- | ----- |
| 2004 | Atenas | 7º puesto |          |       |
| 2008 | Pekín  | 9º puesto |          |       |

Representando a  España
| Año  | Sede           | Resultado | Partidos | Goles |
| ---- | -------------- | --------- | -------- | ----- |
| 2016 | Río de Janeiro | 6º puesto |          |       |

### Participaciones en Copas del Mundo
Representando a  Brasil
| Año  | Sede    | Resultado  | Partidos | Goles |
| ---- | ------- | ---------- | -------- | ----- |
| 2001 | Italia  | 12º puesto |          |       |
| 2003 | Croacia | 20º puesto |          |       |
| 2007 | Francia | 14º puesto |          |       |
| 2009 | China   | 15º puesto |          |       |

Representando a  España
| Año  | Sede      | Resultado  | Partidos | Goles |
| ---- | --------- | ---------- | -------- | ----- |
| 2015 | Dinamarca | 12º puesto | 6        | 0     |
| 2017 | Alemania  |            |          |       |
| 2019 | Japón     | 2º puesto  |          |       |

## Palmarés

### Clubes
- Campeona de la Liga brasileña en 2001 con el Mauá Universo.
- Campeona de la Copa de Brasil en 2001 con el Mauá Universo.
- Campeona de la Supercopa de España (2) en 2012 y 2013 con el Balonmano Bera Bera.
- Campeona de la Liga española en 2013 con el Bera Bera.
- Campeona de la Copa de la Reina en 2013 con el Bera Bera.
- Campeona de la Copa de Francia femenina (2)  en 2007 con Le Havre AC y en 2014 con el CJF Fleury, finalista en 2010 con Le Havre AC.
- Campeona de la Copa de la Liga de Francia en 2015 con el CJF Fleury, finalista en 2009 con Le Havre AC y en 2014 con el CJF Fleury.
- Campeona de la Liga francesa femenina en 2015 con el CJF Fleury.
- Subcampeona de la Recopa de Europa femenina en 2015 con el CJF Fleury.
- Campeona de la Liga de Montenegro en 2017 con el ŽRK Buducnost.
- Campeona de la Copa de Montenegro en 2017 con el ŽRK Buducnost.
- Campeona de la Liga de Montenegro en 2018 con el ŽRK Buducnost.
- Campeona de la Copa de Montenegro en 2018 con el ŽRK Buducnost.
- Campeona de la Liga de Montenegro en 2019 con el ŽRK Buducnost.
- Campeona de la Copa de Montenegro en 2019 con el ŽRK Buducnost.